# Chiesa di Santa Maria del Pino (Amalfi)
La chiesa della Madonna del Carmine, già chiesa di Santa Maria de Lupino e popolarmente conosciuta col titolo di Santa Maria del Pino, si trova aubicata nella zona meridionale di Pastena, frazione di Amalfi in Via Maestra dei Villaggi, all'incrocio con Via Pedonale per Pogerola.
La dedicazione alla Madonna del Pino si deve a una leggenda: si narra infatti che l'edificio fu quasi completamente distrutto da un'alluvione, ma che la statua della Madonna fu ritrovata per miracolo intatta su di un pino.
Oltre alla devozione mariana nella parrocchia è molto sentita quella per san Cristoforo e san Giuseppe Moscati.

## Storia
La chiesa fu fondata nel XIII secolo dalla famiglia de Lupino, alla quale si deve l'originaria intitolazione del luogo di culto, ma la prima testimonianza documentata della sua esistenza risale al 1319. Nel XVII secolo fu invece dedicata alla Madonna del Carmine visto il sempre più crescente culto attribuitole dagli abitanti della zona e proprio in questo periodo fu interessata da diversi interventi. Nel 1823 l'edificio fu quasi totalmente rifatto in chiave neoclassica.
Dalla sua fondazione, fino al 1997 faceva parte della parrocchia di S. Maria in cielo Assunta di Pastena. Dal 30 novembre 1997, per decreto dell'arcivescovo Beniamino Depalma emanato il primo novembre dello stesso anno, la chiesetta fa parte del territorio parrocchiale del duomo di Amalfi.

## Descrizione
La chiesa presenta una facciata con finestrone circolare sulla porta chiusa in alto da un timpano con cornice aggettante munita di dentellature, sulla destra si trova una piccola galleria arcata che funge da cavalcavia pedonale sormontato dal campanile.
Al suo interno invece si presenta come un piccolo ambiente a navata unica coperto da due volte a crociera con due nicchie al centro delle pareti laterali contenenti, quella di sinistra, la statua lignea di San Giuseppe Moscati del 2012 e quella di destra la statua lignea di San Cristoforo proveniente dalla chiesetta omonima in località del Cieco. Nella chiesa sono collocati anche una statua di San Pio e due quadri raffiguranti Il miracolo della Madonna del Carmine e San Giuseppe Moscati.
Nel presbiterio, sopraelevato per mezzo di un gradino e delimitato da una balaustra marmorea risalente al 1909, trova posto l'altare maggiore in marmo intarsiato del 1895 che venne consacrato dal vescovo Enrico de Dominicis. Sull'altare è collocato un quadro ottocentesco raffigurante la Madonna con Bambino tra angeli dipinto dal pittore amalfitano Pietro Volpe racchiuso in una ricca cornice in stucco a effetto marmo, alla sua destra è collocata la statua del Sacro Cuore e in uno stipo alla sua sinistra la statua vestita settecentesca di scuola napoletana raffigurante la Madonna del Carmine alla quale, nella notte tra il 25 e il 26 agosto 2014, fu rubata la testa e il Bambino (che era solo una copia dell'originale custodito in chiesa); il simulacro, munito di una nuova testa, è tornato alla pubblica venerazione l'11 luglio dell'anno seguente. La chiesa fino al quarto decennio del secolo XIX ospitava un pregevole trittico di scuola senese, in cui vi erano raffigutari la madonna col bambino e un cardellino (originale icona della Madonna del Pino), S. Giovanni Battista e S. Andrea Apostolo. Oggi, è custodita nel Palazzo Vescovile di Amalfi.